# Биазинский сельсовет
Биазинский сельсовет — сельское поселение в Северном районе Новосибирской области Российской Федерации.
Административный центр — село Биаза.

## История
Статус и границы сельского поселения установлены Законом Новосибирской области от 2 июня 2004 года № 200-ОЗ «О статусе и границах муниципальных образований Новосибирской области»

## Население
| 2002 | 2010 | 2012 | 2013 | 2014 | 2015 | 2016 |
| ---- | ---- | ---- | ---- | ---- | ---- | ---- |
| 886  | ↘743 | ↘686 | ↘662 | ↘638 | ↘618 | ↘611 |
| 2017 | 2018 | 2019 | 2020 | 2021 |      |      |
| ↘593 | ↘573 | ↘554 | ↘539 | ↘512 |      |      |

## Состав сельского поселения
| № | Населённый пункт | Тип населённого пункта       | Население |
| - | ---------------- | ---------------------------- | --------- |
| 1 | Биаза            | село, административный центр | ↘519      |
| 2 | Весёлая          | деревня                      | ↘107      |
| 3 | Кордон           | посёлок                      | ↘117      |